# Городищенское сельское поселение (Шимский район)
Городищенское сельское поселение — упразднённое с 12 апреля 2010 года муниципальное образование в Шимском муниципальном районе Новгородской области России.
Административным центром была деревня Городище.
Территория сельского поселения располагалась на западе Новгородской области и района у административной границы с Псковской областью. По территории протекает река Чёрная и др.
Городищенское сельское поселение было образовано в соответствии с законом Новгородской области от 11 ноября 2005 года № 559-ОЗ.

## Населённые пункты
На территории сельского поселения были расположены 11 населённых пунктов (деревень): Большая Уторгош, Большие Березицы, Буйно, Вирки, Городище, Звад, Малая Уторгош, Малые Березицы, Радошка, Рямешка и Сосновый Бор.

## Транспорт
По территории сельского поселения проходит автодорога от посёлка при станции Уторгош до автотрассы М20 (E 95).